# Kelly Clarkson's Cautionary Christmas Music Tale
Kelly Clarkson's Cautionary Christmas Music Tale é um programa de televisão temático sobre o Natal, produzido pela Done and Dusted para a NBC. A sua direcção esteve a cargo de Hamish Hamilton, com a participação de Kelly Clarkson e convidados especiais como Reba McEntire, Trisha Yearwood e Ronnie Dunn. Classificado como uma comédia musical, o especial é baseado no livro A Christmas Carol de Charles Dickens em que a personagem de Clarkson irá aprender o verdadeiro significado da quadra natalícia, com acompanhamento musical a partir do seu sexto álbum de estúdio Wrapped in Red. As actuações foram gravadas a 30 de Outubro de 2013 em The Venetian, no Nevada, sendo que a sua transmissão ocorreu a 11 de Dezembro do mesmo ano nos Estados Unidos.

## Produção
Kelly Clarkson's Cautionary Christmas Music Tale marca a estreia da cantora na apresentação a solo de um especial de Natal. Anteriormente, Clarkson tinha participado em An American Idol Christmas e Kelly, Ruben & Fantasia: Home for Christmas, com Ruben Studdard e Fantasia Barrino, ambos emitidos a partir do canal Fox em 2003 e 2004, respectivamente. A artista citou o filme de 2003, Elf, como uma das suas inspirações, afirmando o seguinte: "Queria contar uma história real, fazer um novo clássico, e não apenas apresentar sketchs que não fossem relacionados". Ian Stewart, o produtor executivo do programa, confirmou que iria incluir uma narrativa do início até ao final. "A coluna vertebral é o canto. Vamos ter uma menina, a narrar a história, sentada numa cadeira em frente a uma lareira incrível, lendo a história a partir de um livro. E sim, começa com 'era uma vez' e termina com 'felizes para sempre'", afirmou Stewart. A produtora de Ian, Done and Dusted, que trabalhou em eventos televisivos como Victoria's Secret Fashion Show e a cerimónia de abertura dos Jogos Olímpicos de Verão de 2012, revelou que a produção de um especial sobre a quadra apresenta diferenças semelhantes, citando o seguinte: "Modelos em lingerie é uma coisa amorosa, mas se apenas entregarmos isso, como chocolate, fará com que [os espectadores] fiquem doentes, portanto [é bom] continuar a inovar. E é isso que faz voltarmos ao núcleo, para ver Kelly a cantar". O programa foi transmitido a 11 de Dezembro de 2013 nos Estados Unidos através da NBC. De acordo com o próprio canal, a história será baseada na A Christmas Carol de Charles Dickens, durante a qual a personagem de Kelly aprendeu o verdadeiro significado do Natal.

## Música
Kelly revelou que o especial de televisão seria metade comédia metade musical, sendo que Stewart confirmou que "a história é uma forma de refrescar o paladar, em que os espectadores vão [dizer], 'Oh, meu Deus, ela soa muito bem. Vamos ouvi-la cantar!". A música em Kelly Clarkson's Cautionary Christmas Music Tale terá canções presentes no seu sexto álbum de estúdio, Wrapped in Red, e será parte da promoção do mesmo. As actuações foram gravadas em frente a um público no casino The Venetian, no Nevada, a 30 de Outubro de 2013, um dia depois do lançamento do disco nos Estados Unidos. Reba McEntire, Trisha Yearwood e Ronnie Dunn foram os convidos especiais do programa, acompanhados por vinte e nove músicos e um coro. A RCA Records também anunciou ter planos para incorporar as interpretações ao vivo em vídeos musicais para algumas músicas, como "Silent Night".